# Deutsche Nordische Skimeisterschaften 1998

Logo des Deutschen Skiverbands

Die Deutschen Nordischen Skimeisterschaften 1998 wurden vom 28. Januar bis zum 1. Februar 1998 im bayerischen Ruhpolding ausgetragen. Austragungsstätte war die Chiemgau-Arena, die mehrere Loipen und Skisprungschanzen bietet. So wurden die Sprungläufe von der Normalschanze auf der Toni-Plenk-Schanze abgehalten, während diejenigen von der Großschanze auf der Großen Zirmbergschanze durchgeführt wurden.
Neben einigen Wettbewerben in Ruhpolding wurden die deutschen Meisterschaften der Skilangläufer auch am 21. und 22. März in Zwiesel abgehalten. Dort wurden die Meister der Vereinsstaffeln, der Sieger des Skimarathons sowie die Gewinnerin der Langstreckendistanz ermittelt.
Die Bundestrainer hießen Eberhard Klessen im Skilanglauf, Hermann Weinbuch in der Nordischen Kombination und Reinhard Heß im Skispringen.

## Medaillenspiegel
| Platz | Bundesland          | Gold | Silber | Bronze | Gesamt |
| ----- | ------------------- | ---- | ------ | ------ | ------ |
| 1.    | Bayern              | 6    | 6      | 5      | 17     |
| 2.    | Thüringen           | 4    | 7      | 3      | 14     |
| 3.    | Baden-Württemberg   | 3    | 3      | 2      | 08     |
| 4.    | Sachsen             | 3    | 0      | 2      | 05     |
| 5.    | Nordrhein-Westfalen | 1    | 1      | 2      | 04     |
| 6.    | Hessen              | 0    | 0      | 3      | 03     |

## Skilanglauf

### Frauen

#### 5 km klassisch
| Platz | Sportlerin       | Verein                | Zeit (h)  |
| ----- | ---------------- | --------------------- | --------- |
| 01    | Constanze Blum   | SC Motor Zella-Mehlis | 0:14:05,4 |
| 02    | Kati Wilhelm     | SC Motor Zella-Mehlis | 0:14:12,3 |
| 03    | Evi Sachenbacher | WSV Reit im Winkl     | 0:14:21,6 |
| 04    | Britta Wienand   | SC Siedlinghausen     | 0:14:22,4 |
| 05    | Anke Schulze     | SC Willingen          | 0:14:23,4 |

Datum: Mittwoch, 28. Januar 1998
In einem knappen Rennen über 5 km in der klassischen Technik gewann Constanze Blum ihren ersten Meistertitel.

#### 10 km Freistil Verfolgung
| Platz | Sportlerin     | Verein                | Zeit (h)  |
| ----- | -------------- | --------------------- | --------- |
| 01    | Constanze Blum | SC Motor Zella-Mehlis | 0:40:57,2 |
| 02    | Kati Wilhelm   | SC Motor Zella-Mehlis | 0:40:59,5 |
| 03    | Anke Schulze   | SC Willingen          | 0:41:14,1 |

Datum: Donnerstag, 29. Januar 2019
Die Verfolgung über 5 km klassisch und 10 km Freistil gewann Constanze Blum, die bereits den 5-km-Langlauf gewonnen hatte und somit als Erste auf die Loipe ging. Während Kati Wilhelm ihren zweiten Platz ebenfalls behaupten konnte, verbesserte sich die Doppelmeisterin des Vorjahres Anke Schulze von dem fünften auf den dritten Rang.

#### 15 km klassisch Massenstart
| Platz | Sportlerin     | Verein            | Zeit (h)  |
| ----- | -------------- | ----------------- | --------- |
| 01    | Viola Bauer    | SV Oberwiesenthal | 0:44:56,5 |
| 02    | Corinna May    | WSV Oberhof 05    | 0:44:57,6 |
| 03    | Britta Wienand | SC Siedlinghausen | 0:45:29,8 |
| 04    | Ramona Roth    | TuS Erndtebrück   | 0:45:39,5 |
| 05    | Steffi Völkel  | TuS Erndtebrück   | 0:46:31,5 |

Datum: Sonntag, 1. Februar 1998
Beim 15-km-Langlauf Massenstart in der klassischen Technik setzte sich Viola Bauer durch.

#### 30 km Freistil
| Platz | Sportlerin     | Verein                | Zeit (h)  |
| ----- | -------------- | --------------------- | --------- |
| 01    | Constanze Blum | SC Motor Zella-Mehlis | 1:30:47,3 |
| 02    | Kati Wilhelm   | SC Motor Zella-Mehlis | 1:30:52,6 |
| 03    | Viola Bauer    | SV Oberwiesenthal     | 1:31:55,5 |
| 04    | Andrea Henkel  | WSV Oberhof 05        | 1:32:57,1 |
| 05    | Sigrid Lang    | TV Hauzenberg         | 1:34:35,8 |

Datum: Sonntag, 22. März 1998
Auch im letzten Einzelwettbewerb über 30 Kilometer in der Skating-Technik bewiesen Constanze Blum und Kati Wilhelm vom SC Motor Zella-Mehlis ihre Dominanz und belegten die Ränge eins und zwei. Mit einem Rückstand von über einer Minute folgte Viola Bauer aus Sachsen auf dem dritten Platz. Bei den Juniorinnen gewann Isabel Klaus (SSV Geyer) vor Claudia Künzel (SV Oberwiesenthal) und Jana Richter (VSC Klingenthal).

#### 3 × 5-km-Vereinsstaffel
| Platz | Verein              | Sportlerinnen                                   | Zeit (h)  |
| ----- | ------------------- | ----------------------------------------------- | --------- |
| 01    | Oberwiesenthaler SV | Sandy Jüchert Claudia Künzel Viola Bauer        | 0:43:45,1 |
| 02    | WSV Oberhof 05      | Franziska Sturm Andrea Henkel Alexandra Crusius | 0:46:06,3 |
| 03    | SC Willingen        | Verena Schneider Petra Behle Anke Schulze       |           |

Datum: Samstag, 21. März 1998
Die 3 × 5-km-Vereinsstaffel der Frauen wurde von den Vertreterinnen des Oberwiesenthaler SV mit großem Vorsprung gewonnen.

#### 4 × 5-km-Verbandsstaffel
| Platz | Verband                   | Sportlerinnen                                                | Zeit (h)  |
| ----- | ------------------------- | ------------------------------------------------------------ | --------- |
| 01    | Sachsen (SVSAC) I         | Isabel Klaus Antje Windis Viola Bauer Claudia Künzel         | 0:56:22,5 |
| 02    | Bayern (BSV)              | Katrin Zeller Evi Sachenbacher Martina Titscher Lena Erhard  | 0:57:17,6 |
| 03    | Nordrhein-Westfalen (WSV) | Steffi Völkel Ramona Roth Christina Schneider Britta Wienand | 0:57:56,8 |
| 04    | Baden-Württemberg (SBW)   |                                                              | 0:59:36,9 |
| 05    | Thüringen (TSV)           |                                                              | 1:00:14,3 |
|       | Sachsen (SVSAC) II        |                                                              | 1:00:14,3 |

Datum: Samstag, 31. Januar 1998
Die sächsischen Langläuferinnen holten sich in der Besetzung Isabel Klaus, Antje Windis, Viola Bauer und Claudia Künzel Staffelgold über 4 × 5 km vor Bayern. Die schnellste aller Staffelläuferinnen war Bauer, womit sie den entscheidenden Vorsprung für das sächsische Quartett heraus gelaufen hatte. Es wurde sowohl im freien als auch im klassischen Stil gelaufen.

### Männer

#### 10 km klassisch
| Platz | Sportler              | Verein              | Zeit (h)  |
| ----- | --------------------- | ------------------- | --------- |
| 01    | Andreas Schlütter     | WSV Oberweißenbrunn | 0:24:55,8 |
| 02    | René Sommerfeldt      | WSV Oberweißenbrunn | 0:25:04,4 |
| 03    | Uwe Bellmann          | SCMK Hirschau       | 0:25:34,7 |
| 04    | Peter Schlickenrieder | SC Schliersee       | 0:25:36,2 |
| 05    | Tobias Angerer        | SC Vachendorf       | 0:25:39,3 |

Datum: Mittwoch, 28. Januar 2019

#### 15 km Freistil Verfolgung
| Platz | Sportler              | Verein              | Zeit (h)  |
| ----- | --------------------- | ------------------- | --------- |
| 01    | René Sommerfeldt      | WSV Oberweißenbrunn | 1:01:08,5 |
| 02    | Andreas Schlütter     | WSV Oberweißenbrunn | 1:01:53,7 |
| 03    | Peter Schlickenrieder | SC Schliersee       | 1:02:21,1 |

Datum: Donnerstag, 29. Januar 2019
Nachdem Andreas Schlütter als Führender auf die Loipe geschickt wurde, konnte ihn sein Teamkamerad René Sommerfeldt noch einholen und schließlich mit 45,2 Sekunden Vorsprung das erstmals ausgetragene Verfolgungsrennen gewinnen.

#### 30 km klassisch Massenstart
| Platz | Sportler              | Verein              | Zeit (h)  |
| ----- | --------------------- | ------------------- | --------- |
| 01    | Peter Schlickenrieder | SC Schliersee       | 1:19:15,3 |
| 02    | Torsten Schreier      | WSV Oberhof 05      | 1:19:19,9 |
| 03    | Janko Neuber          | Oberwiesenthaler SV | 1:19:30,2 |
| 04    | Michael Hoffmann      | Oberwiesenthaler SV | 1:19:31,0 |
| 05    | Sebastian Kleiner     | SWV Goldlauter      | 1:19:31,0 |

Datum: Sonntag, 1. Februar 1998
Wie im Vorjahr gewann Peter Schlickenrieder den Wettbewerb über 30 Kilometer. Während dieser 1997 in der Skating-Technik durchgeführt wurde, fand der 30-km-Langlauf dieses Mal als Massenstart in der klassischen Technik statt. Sowohl der Kampf um den ersten Platz als auch der um die Bronzemedaille gestalteten sich spannend. Letztlich musste sich Torsten Schreier Schlickenrieder geschlagen geben, wohingegen sich Janko Neuber als Dritter gegen Michael Hoffmann und Sebastian Kleiner durchsetzen konnte.

#### 50 km Freistil
| Platz | Sportler          | Verein              | Zeit (h)  |
| ----- | ----------------- | ------------------- | --------- |
| 01    | Johann Mühlegg    | SC Garmisch         | 2:14:04,4 |
| 02    | Andreas Schlütter | WSV Oberweißenbrunn | 2:14:18,8 |
| 03    | René Sommerfeldt  | WSV Oberweißenbrunn | 2:17:36,0 |
| 04    | Tobias Schwörer   | SV Kappel           | 2:17:38,7 |
| 05    | Janko Neuber      | Oberwiesenthaler SV | 2:20:58,3 |
| 06    | Sebastian Kleiner | SWV Goldlauter      | 2:21:02,9 |
| 07    | Jörn Frohs        | SSV Sayda           | 2:22:01,2 |
| 08    | Tobias Angerer    | SC Vachendorf       | 2:25:50,5 |
| 09    | Wolf Wallendorf   | WSV Oberweißenbrunn | 2:26:04,5 |
| 10    | Jesko Fischer     | Scheibe Alsbach     | 2:26:16,1 |

Datum: Sonntag, 22. März 1998
Mit einem Favoritensieg endete der 50-km-Skimarathon in der freien Technik am Bretterschachten bei Bodenmais. Mit einer Laufzeit von 2:14:04,4 Stunden setzte sich Johann Mühlegg mit mehr als vierzehn Sekunden Vorsprung gegen den deutschen Meister über 10 km klassisch Andreas Schlütter durch.

#### 3 × 10-km-Vereinsstaffel
| Platz | Verein              | Sportlerinnen                                      | Zeit (h) |
| ----- | ------------------- | -------------------------------------------------- | -------- |
| 01    | WSV Oberweißenbrunn | Wolf Wallendorf René Sommerfeldt Andreas Schlütter |          |
| 02    | SCMK Hirschau       | Jochen Behle Torald Rein Uwe Bellmann              |          |
| 03    | SC Willingen        | Benjamin Sonntag Marek Rein Florian Göbel          |          |
| 04    | Oberwiesenthaler SV |                                                    |          |
| 05    | WSV Oberhof 05      |                                                    |          |

Datum: Samstag, 21. März 1998
Die Männerstaffel der Vereine über 3 × 10 km war nicht nur aufgrund des Sieges des WSV Oberweißenbrunn über die favorisierte Staffel des SC Monte Kaolino Hirschau eine besondere, sondern auch aufgrund des 42-maligen deutschen Meisters Jochen Behle, der das letzte Rennen seiner 20-jährigen Karriere bestritt. Als Teil der Hirschauer Vereinsstaffel verabschiedete sich der 37 Jahre alte Willinger mit dem Gewinn der Silbermedaille von den Loipen.

#### 4 × 10-km-Verbandsstaffel
| Platz | Verband                 | Sportlerinnen                                                     | Zeit (h)  |
| ----- | ----------------------- | ----------------------------------------------------------------- | --------- |
| 01    | Bayern (BSV) I          | Wolf Wallendorf Uwe Bellmann Tobias Angerer Peter Schlickenrieder | 1:38:21,5 |
| 02    | Thüringen (TSV)         | Jens Filbrich Torsten Schreier Axel Teichmann Sebastian Kleiner   | 1:38:43,9 |
| 03    | Baden-Württemberg (SBW) | Edgar Faller Tobias Schwörer Christian Seib Rainer Faißt          | 1:40:57,9 |
| 04    | Bayern (BSV) II         |                                                                   | 1:41:05,0 |
| 05    | Sachsen (SVSAC)         |                                                                   | 1:41:45,9 |

Datum: Samstag, 31. Januar 1998

Die Länderstaffel der Männer über 4 × 10 km ging erneut an Bayern, deren Siegesserie schon seit 1983 andauert. Der Schlussläufer des bayerischen Quartetts war Peter Schlickenrieder, der im Anschluss an die Saison seine Karriere beenden will und somit zum zehnten und letzten Mal der Staffel angehörte.

## Nordische Kombination

### Einzel (K 90/15 km)
| Platz | Sportler            | Verein                | Sprungpkt. | Laufzeit (min) | Rückstand (min) |
| ----- | ------------------- | --------------------- | ---------- | -------------- | --------------- |
| 01    | Jens Deimel         | SK Winterberg         | 233,0      | 39:59,0        |                 |
| 02    | Sepp Buchner        | WSV Reit im Winkl     | 219,0      | 39:07,6        | +0:32,6         |
| 03    | Thorsten Schmitt    | SC Furtwangen         | 219,5      | 39:12,7        | +0:34,7         |
| 04    | Christoph Grillhösl | WSV DJK Rastbüchl     | 220,5      | 39:25,7        | +0:41,7         |
| 05    | Riccardo Stärker    | SC Motor Zella-Mehlis | 222,5      | 39:53,0        | +0:57,0         |

Datum: Mittwoch, 28. Januar 2019
Jens Deimel verteidigte seinen Kombinationstitel in der Gundersen-Methode von der Normalschanze und über 15 Kilometer erfolgreich.

### Sprint (K 90/7,8 km)
| Platz | Sportler            | Verein                | Sprungpkt. | Laufzeit (min) | Rückstand (min) |
| ----- | ------------------- | --------------------- | ---------- | -------------- | --------------- |
| 01    | Sven Koch           | SC Motor Zella-Mehlis | 120,5      | 20:40,0        | 20:57,0         |
| 02    | Jens Deimel         | SK Winterberg         | 123,0      | 20:52,8        | +0:03,8         |
| 03    | Riccardo Stärker    | SC Motor Zella-Mehlis | 121,5      | 21:00,6        | +0:16,6         |
| 04    | Christoph Grillhösl | WSV DJK Rastbüchl     | 124,5      | 21:20,9        | +0:25,9         |
| 05    | Ralf Adloff         | SV Klingenthal        |            |                | +0:59,4         |

Datum: Donnerstag, 29. Januar 2019
Während Sven Koch seinen ersten Meistertitel gewann, holte sich der 19-jährige Christoph Grillhösl den Titel eines deutschen Juniorenmeisters. Bei der ersten Austragung des Kombinations-Einzelsprints löste sich Koch unter Flutlicht auf dem 7,8 km langen Kurs am letzten Anstieg vom Einzel-Meister Jens Deimel und gewann mit 3,8 Sekunden Vorsprung. Zuvor hatte Deimel mit 93,5 m seinen Schanzenrekord eingestellt, wurde jedoch danach von Grillhösl und dem Klingenthaler Olympiastarter Matthias Looß (je 94 m) übertroffen.

## Skispringen

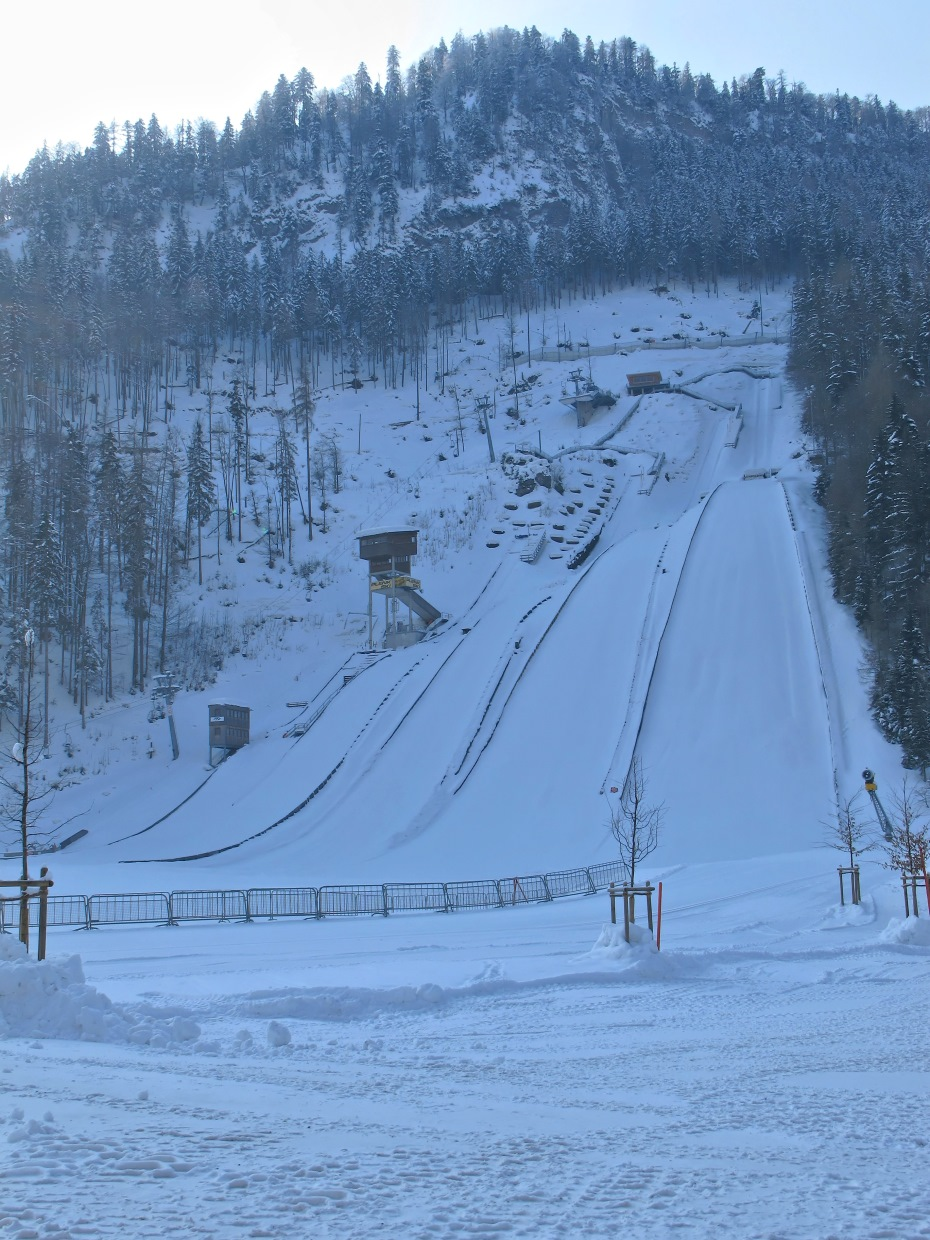
Schanzen der Chiemgau-Arena

### Normalschanze (K 90)
| Platz | Sportler        | Verein                | Weite 1 | Weite 2 | Punkte |
| ----- | --------------- | --------------------- | ------- | ------- | ------ |
| 01    | Hansjörg Jäkle  | SC Schonach           | 091,0 m | 094,0 m | 243,0  |
| 02    | Dieter Thoma    | SC Hinterzarten       | 092,0 m | 093,0 m | 235,5  |
| 03    | Michael Wagner  | SK Berchtesgaden      | 089,5 m | 089,0 m | 230,5  |
| 04    | Martin Schmitt  | SC Furtwangen         | 087,0 m | 085,5 m | 216,5  |
| 05    | Frank Reichel   | Oberwiesenthaler SV   | 084,5 m | 083,5 m | 205,5  |
| 06    | Klaus Allgayer  | SC Oberstdorf         | 074,5 m | 084,5 m | 183,5  |
| 07    | Ronny Hornschuh | SC Motor Zella-Mehlis | 085,0 m | 074,0 m | 183,0  |
| 08    | Frank Löffler   | SC Oberstdorf         | 079,0 m | 080,0 m | 182,5  |
| 09    | Gerd Siegmund   | WSV Oberhof           | 075,0 m | 082,0 m | 179,0  |
| 10    | Alexander Herr  | SV Rohrhardsberg      | 069,0 m | 090,5 m | 178,5  |

Datum: Samstag, 31. Januar 1998
Deutscher Meister von der Normalschanze wurde der Schwarzwälder Hansjörg Jäkle, der somit seinen ersten Meistertitel im Einzel feierte.
Eine vordere Platzierung verbaute sich Sven Hannawald, der nach einem Sturz bei 86 Metern im zweiten Durchgang nur den dreizehnten Platz belegte.

### Großschanze (K 107)
| Platz | Sportler          | Verein                | Weite 1 | Weite 2 | Punkte |
| ----- | ----------------- | --------------------- | ------- | ------- | ------ |
| 01    | Sven Hannawald    | SC Hinterzarten       | 108,0 m | 112,5 m | 244,7  |
| 02    | Dieter Thoma      | SC Hinterzarten       | 105,5 m | 115,0 m | 238,2  |
| 03    | Gerd Siegmund     | WSV Oberhof           | 097,5 m | 106,0 m | 211,1  |
| 04    | Alexander Herr    | SV Rohrhardsberg      | 096,0 m | 104,0 m | 202,3  |
| 05    | Martin Schmitt    | SC Furtwangen         | 094,0 m | 103,0 m | 198,4  |
| 06    | Hansjörg Jäkle    | SC Schonach           | 099,0 m | 097,0 m | 192,6  |
| 07    | Christof Duffner  | SC Schönwald          | 089,5 m | 104,0 m | 188,5  |
| 08    | Roland Audenrieth | SC Partenkirchen      | 097,5 m | 094,0 m | 185,5  |
| 09    | Ronny Hornschuh   | SC Motor Zella-Mehlis | 100,0 m | 091,0 m | 186,6  |
| 10    | Frank Löffler     | SC Oberstdorf         | 088,0 m | 095,5 m | 168,6  |

Datum: Sonntag, 1. Februar 1998
Auch von der Großschanze gab es einen Debütanten als deutschen Meister. So gewann Sven Hannawald nach Sprüngen auf 108 und 112 Metern souverän vor dem Titelverteidiger Dieter Thoma, ehe ein großer Abstand auf den drittplatzierten Gerd Siegmund die Probleme des deutschen Skispringens in der Spitze offenbarte. Der Bronzemedaillengewinner von der Normalschanze Michael Wagner belegte nach einem katastrophalen Durchgang und Sprüngen auf 72 und 106 Metern lediglich den 16. Platz.

### Team (K 90)
| Platz | Verband                    | Sportler                                                       | Gesamtpunkte |
| ----- | -------------------------- | -------------------------------------------------------------- | ------------ |
| 01    | Baden-Württemberg (SBW) I  | Dieter Thoma Sven Hannawald Martin Schmitt Hansjörg Jäkle      | 936,0        |
| 02    | Baden-Württemberg (SBW) II | Mathias Witter Benjamin Hauber Christof Duffner Alexander Herr | 818,0        |
| 03    | Thüringen (TSV) I          | Ralph Gebstedt Ronny Hornschuh Kai Bracht Gerd Siegmund        | 787,5        |

Datum: Freitag, 30. Januar 1998
Das Teamspringen wurde von den Skiverbänden Baden-Württemberg dominiert. So gewann das erste Team aus Dieter Thoma, Sven Hannawald, Martin Schmitt und Hansjörg Jäkle souverän mit mehr als hundert Punkten Vorsprung. Die Titelverteidiger aus Thüringen traten zwar in gleicher Besetzung wie im Vorjahr an, landeten aber weit abgeschlagen hinter den beiden baden-württembergischen Teams auf dem dritten Rang.